# سطح ۱۶
سطح ۱۶ (به انگلیسی: Level 16) یک فیلم علمی تخیلی و معمایی کانادایی محصول سال ۲۰۱۸ به کارگردانی و نویسندگی دانیشکا استرهازی با بازی کیتی داگلاس، سلینا مارتین، پیتر اوتربریج و سارا کنینگ است. فیلم داستان گروهی از دختران را دنبال می‌کند که در یک «مدرسه شبانه‌روزی» زندگی می‌کنند که به آنها آموزش می‌دهد که چگونه زنان جوان کاملی برای خانواده‌هایی باشند که به آنها گفته می‌شود در نهایت آنها را به فرزندی قبول می‌کنند. دو دختر با هم کار می‌کنند تا حقیقت اسارت خود را کشف کنند.
طرح و فضای کلی فیلم شباهت‌های زیادی به فیلم جزیره سال ۲۰۰۵ و رمان کازوئو ایشی‌گورو، بنام هرگز رهایم مکن، را نشان می‌دهد.